# المعزبة (بعدان)

تعديل مصدري - تعديل

المعزبة محلة تابعة لقرية السناحي، التابعة لعزلة بني عواض بمديرية بعدان إحدى مديريات محافظة إب في الجمهورية اليمنية، بلغ تعداد سكانها 108 حسب تعداد اليمن لعام 2004.